# عبد الرحيم الرباني الشيرازي
الشيخ عبد الرحيم الربّاني الشيرازي (بالفارسیة: عبدالرحیم ربانی شیرازی) هو رجل دين شيعي إيراني كان قد شغل منصب وكيل الولي الفقيه في محافظات كردستان وأذربايجان وفارس. ابتدأ دراسته الدينية (الحوزوية) في وطنه شيراز؛ ثم سافر إلى قم وسكن في المدرسة الحُجَّتية، وحضر الدروس التي كان يلقيها المرجع حسين البروجردي.

## آثاره وأعماله ومؤلفاته
- تصحيح وتعليق على وسائل الشيعة. تحقيقٌ لكتاب وسائل الشيعة للحُر العاملي.
- تصحيح وتعليق على بحار الأنوار. تحقيقٌ لكتاب بحار الأنوار للمجلسي.
- قضاء الحقوق في ترجمة الصدوق.
- حرکت طبیعی از دو دیدگاه.
- ولايت فقيه.
- سلاسل الصوفية.
- شرح حال علماء و دانشمندان.

## وفاته
توفي بسبب حادث سير بين مدينتي دليجان ومحلات.